# Pachytullbergiidae
Pachytullbergiidae is een familie van springstaarten en telt 3 soorten.

## Taxonomie
- Geslacht Pachytullbergia - Bonet, 1947
  - Pachytullbergia scabra - Bonet, 1947
- Geslacht Sensiphorura - Rusek, 1976
  - Sensiphorura marshalli - Rusek, 1976
- Geslacht Gen. n. Greenslade, P et Rusek, J, 1996
  - sp. n. Greenslade, P et Rusek, J, 1996